# Fissidens inaequalis
Fissidens inaequalis är en bladmossart som beskrevs av Mitten 1869. Fissidens inaequalis ingår i släktet fickmossor, och familjen Fissidentaceae. Inga underarter finns listade i Catalogue of Life.